# 243 (число)
243 (Дві́сті со́рок три) — натуральне число між 242 та 244.
- 243 день в році — 31 серпня (у високосний рік 30 серпня).

## У математиці
- 243 = 3  5
- 243 — сума п'яти послідовних простих чисел (41 + 43 + 47 + 53 + 59)
- 243 — 82-кутове число
- 243 — число харшад

## В інших галузях
- 243 рік, 243 до н. е.
- В Юнікоді 00F316 — код для символу «o» (Latin Small Letter O With Acute).